# Markarian 335
La galassia  Markarian 335 è una galassia nella costellazione di Pegaso, all'interno della quale vi è un buco nero supermassiccio. La galassia Markarian 335 chiamata anche MRK 335 è circa 324 milioni di anni luce da noi.
Già dal 2007 gli studiosi osservavano un cambiamento di luminosità del buco nero supermassiccio al centro della galassia che ha iniziato a produrre lampi di luce a raggi X in sequenza.
Su richiesta degli scienziati nel 2014 la missione NuSTAR ha registrato una fascio di luce a raggi X da due regioni vicine al buco nero supermassiccio al centro di Markarian 335. La forma della natura della corona non è ancora chiara, si pensa che i raggi X della corona fossero riflessi dal disco di accrescimento. Questo evento ha portato gli scienziati a pensare di aver osservato l'espulsione della corona in raggi X da un buco nero per la prima volta.